# Лінда (співачка)
Лінда (справжнє ім'я Світлана Львівна Гейман, нар. 29 квітня 1975 Кентау, Чимкентська область) — російська співачка, виконуюча в електронному та етнічному стилі, поетеса, художниця. Найчастіше Лінду відносять до жанру тріп-рок.
Перший час автором музики для Лінди був композитор Максим Фадєєв. Після розлучення з Фадєєвим Лінда почала писати вірші й музику самостійно, а також співпрацювала з такими авторами, як Євген Поздняков, Мара і Любаша. За свою кар'єру співачка продала понад 3 мільйонів екземплярів альбомів в Росії, в тому числі «Песни тибетских лам» — 250 тисяч, «Ворона» — 1,5 мільйона, «Ворона. Remake & Remix» — 500 тисяч, «Лінда» — 100 тисяч, «АтакА» — 500 тисяч, «АлеАда» — 125 тисяч.

## Біографія

### Дитинство та юність
Народилася в Кентау Чимкентській області 29 квітня 1975 року. У 1941 році у Казахстан на свинцеві рудники була вислана її бабуся Ганна Іллівна разом з чотирма дітьми; чоловік її був репресований у 1937 році. Бабуся брала велику участь у вихованні онуки. Вона хотіла, щоб онуку назвали не Світланою, а Лейблою і все життя називала її саме так — або Лейною, Ліною і Лей.
Батьки Світлани — фінансист Лев Ісаакович Гейман (згодом великий банкір, власник Лада-банку, а потім Іпокомбанку) та інженер (згодом домогосподарка) Олександра Василівна. З ними росла і старша сестра Світлани Олена.
Коли майбутня Лінда вчилася в другому класі, сім'я переїхала в Тольятті (Куйбишевська область). Там жила на вулиці Комуністичній, в Комсомольському районі, закінчила ліцей № 6.  У 13 років разом із родиною переїхала до Москви. Стала відвідувати колектив народної творчості в театрі «Ермітаж», де протягом року навчалася основ сценічного мистецтва під керівництвом Юрія Гальперіна, брала участь у театральних постановках колективу. За спогадами Лінди, їй було досить важко пристосуватися до нових умов життя у великих містах.
У 1993 році Лінда поступила до Державного музичного училища імені Гнесіних на вокальне відділення (педагог — Володимир Хачатуров).
«Лінда — тонка і дуже чиста людина, саме це відчувається в її музиці, — такими словами вчитель згадував свою ученицю. — Є такі люди, яких неможливо забруднити. Адже У нас часто відбувається, як у казці Андерсена: вчаться непоказні каченята, які потім перетворюються на прекрасних лебедів. Так і тут. Той, хто приходить до мене, вже не лінується. Хто лінується — того я виставляю за двері. Вчитися дуже важко. Вона витримувала навантаження. А довелося їй непросто, що доводилося наздоганяти. Вона закінчила музичну школу, але більше було „домашньої“ освіти. Багато їй дали її практичні „університети“ — вона дуже швидко, вже через три роки почала займатися своїм проектом. Не раз ми слухали з нею в нашому класі відомих „совкових“ видатних композиторів і продюсерів, які пропонували їй спільну роботу. Вона відчувала, — все це не її. І відмовлялася. А адже там були гарантії, що її розкрутять… І все-таки вона знайшла себе».
В цей же час вперше виступила на телебаченні, у фіналі конкурсу «Покоління» у м. Юрмала (Латвія), де її помітив продюсер Юрій Айзеншпіс. Тоді вже був придуманий псевдонім «Лінда», він був навіяний іменами, якими називала Світлану бабуся.

### Початок кар'єри
На початку 1993 року Лінда починає працювати з Віталієм Окороковим і Володимиром Матецьким. Записуються перші пісні співачки, серед яких були «I want your sex», «Нон-стоп» та її перший хіт «Игра с огнём». На останню композицію знімається перший відеокліп співачки, режисером якого виступив Федір Бондарчук. У відео Лінда постала в образі, навіяним стилістикою кліпів Мадонни початку 1990-х. Стилістом кліпу виступив Олександр Шевчук. Відео на пісню було випущено в ефір і отримало деяку популярність. У той час продюсуванням співачки продовжував займатися Юрій Айзеншпіс, однак до кінця 1993 року стосунки між співачкою і продюсером припинилися.
Під час студійної роботи над піснею «Игра с огнём» Лінда познайомилася з Максимом Фадєєвим, який був запрошений для переробки аранжування композиції. З цього моменту почалося їх співробітництво.

### 1-й студійний альбом «Песни тибетских лам»
Для роботи над першим альбомом співачки на початку 1994 року запрошується група «Конвой», яка раніше вже працювала з Фадєєвим. Новий образ співачки розробила Даша Ухачева. З лютого по червень 1994 року йшов запис дебютного альбому. Перед виходом альбому на радіо був випущений пре-сингл з альбому, пісня «Мало огня», на яку пізніше було знято другий кліп співачки. Пісня стає хітом і виходить на двох збірниках пісень зірок російської естради.

### Альбом реміксів «Танцы тибетских лам»
В кінці 1994 року відбувся випуск реміксу альбому «Танцы тибетских лам», який, однак, пройшов практично непоміченим, а також першої ластівки нового альбому співачки — відеокліпу на пісню «Круг от руки».
У журналі «ОМ» альбом «Песни тибетских лам» був названий кращим альбомом 1995 року, «Круг от руки» — кращим кліпом, «Ляп-ляп-ляп» (композиція з «Танцев…») — найкращою піснею, Даша Ухачева — кращим стилістом, а Лінда — кращою співачкою.

## Особисте життя
У 2005—2014 роках — відносини з грецьким музикантом Стефаносом Корколісом. З 2012 по 2014 рік була з ним у шлюбі. Дітей немає.

## Дискографія

### Студійні альбоми
- 1994 — «Песни тибетских лам»
- 1996 — «Ворона»[en]
- 1999 — «Плацента»
- 2001 — «Зрение»
- 2004 — «АтакА»
- 2006 — «АлеАда»
- 2008 — «Sкор-Пионы»
- 2013 — «Лай, @!» («Лай, собака!»)
- 2015 — «Карандаши и Спички»
- 2020  — «ДНК Мира»

### Збірки
- 1999 — «Белое на белом»
- 2001 — «Линда»
- 2005 — «Почти близнецы»
- 2010 — «Линда. Лучшие песни»

### Альбоми реміксів
- 1994 — «Танцы тибетских лам»
- 1997 — «Ворона. Remake & Remix»
- 2000 — «Эмбрион Right»
- 2000 — «Эмбрион Wrong»

### Концертні альбоми
- 1998 — «Концерт»
- 2004 — «Жизнь» (переиздание альбома «Концерт»)
- 2015 — «Life @»

### Акустичні альбоми
- 2012 — «Acoustics by Bloody Faeries»

### Сингли
- 1999 — «I'm Crow (Promo-CD)»
- 1999 — «Белое на белом (Promo-CD)»
- 2000 — «Изнанка света»
- 2001 — «Две улитки»
- 2001 — «Маленькая девочка» (cover «Крематорий»)
- 2001 — «Леска»
- 2003 — «Цепи и кольца»
- 2004 — «Агония»
- 2004 — «Беги»
- 2005 — «Звонок» (cover «Би-2»)
- 2006 — «Я украду»
- 2006 — «Мечена я»
- 2006 — «Толкай на любовь»
- 2007 — «Любовь в конверте»
- 2008 — «Чёрно-снежная»
- 2008 — «Sкор-пионы (Promo-CD 4 track)»
- 2013 — «Они так»
- 2013 — «Лай, собака!»
- 2014 — «Добрая песня» (feat. Глеб Самойлов)
- 2015 — «Идеальная погода, чтобы идти к черту»
- 2016 — «Хочу (pop radio mix)»
- 2016 — «Камера пыток»
- 2017 — «Оспа»
- 2017 — «Новые люди» (feat. «Coma Soul»)
- 2017 — «Психи»
- 2019 — «Трещины»
- 2019 — «Положи меня рядом»
- 2020 — «Ты нравишься мне»
- 2020 — «Катацумури» (feat. Noize MC)
- 2020 — «Недолюбили»

## Відеографія
| Год  | Клип                                   | Режиссёр                         | Альбом                           |
| ---- | -------------------------------------- | -------------------------------- | -------------------------------- |
| 1993 | «Игра с огнём»                         | Федір Бондарчук                  |                                  |
| 1994 | «Сделай так»                           | Максим Фадєєв, Максим Осадчий    | «Песни тибетских лам»            |
| 1994 | «Танец под водой»                      | Максим Фадєєв, Максим Осадчий    | «Песни тибетских лам»            |
| 1994 | «Мало огня»                            | Максим Фадєєв, Максим Осадчий    | «Песни тибетских лам»            |
| 1995 | «Девочки с острыми зубками»            | Євгеній Донской                  | «Песни тибетских лам»            |
| 1995 | «Девочки с острыми зубками-2»          | Максим Фадєєв, Максим Осадчий    | «Песни тибетских лам»            |
| 1996 | «Круг от руки»                         | Максим Фадєєв, Армен Петросян    | «Ворона»                         |
| 1996 | «Ворона»                               | Максим Фадєєв, Армен Петросян    | «Ворона»                         |
| 1997 | «Марихуана»                            | Армен Петросян                   | «Ворона»                         |
| 1997 | «Северный ветер»                       | Максим Фадєєв, Армен Петросян    | «Ворона»                         |
| 1999 | «Взгляд изнутри»                       | Максим Осадчий                   | «Плацента»                       |
| 1999 | «Отпусти меня»                         | Максим Осадчий                   | «Плацента»                       |
| 2000 | «Изнанка света»                        | Максим Осадчий                   | «Линда» / «Эмбрион»              |
| 2001 | «Шоколад и слеза»                      | Олександр Шмід                   | «Зрение»                         |
| 2003 | «Цепи и кольца»                        | Production I.G                   | «Цепи и кольца»                  |
| 2003 | «Цепи и кольца-2»                      | Георгій Тоїдзе                   | «АтакА»                          |
| 2004 | «Агония»                               | Даніель Сіглер                   | «АтакА»                          |
| 2004 | «Беги»                                 | Даніель Сіглер                   | «АтакА»                          |
| 2004 | «Так кричали птицы»                    |                                  | «АтакА»                          |
| 2004 | «Так кричали птицы-2»                  |                                  | «АтакА»                          |
| 2005 | «Тай!»                                 | Ентоні Хуїскамп                  | «Почти близнецы»                 |
| 2005 | «Ворона» (Biopsyhoz version)           |                                  | «Почти близнецы»                 |
| 2006 | «Я украду!»                            | Марія Скока                      | «АлеАда»                         |
| 2006 | «Мечена я»                             | Марія Скока                      | «АлеАда»                         |
| 2006 | «Толкай на любовь!»                    | Марія Скока                      | «АлеАда»                         |
| 2007 | «Любовь в конверте»                    | Яніс Манос                       | «АлеАда»                         |
| 2008 | «Sкор-пионы»                           | Афіна Казолеа, Марфа Кумарьяну   | «Sкор-пионы»                     |
| 2008 | «Пять минут»                           |                                  | «Sкор-пионы»                     |
| 2011 | «The seed»                             | Vagelis Ntezes                   |                                  |
| 2011 | «Revolution»                           | Vagelis Ntezes                   | «Bloody faeries»                 |
| 2011 | «Revolution Ver.2»                     | Vagelis Ntezes                   | «Bloody faeries»                 |
| 2012 | «Марихуана» (feat. ST)                 |                                  | «Пуленепробиваемый» (альбом ST)  |
| 2012 | «Мало огня» (feat. Fike & Jambazi)     |                                  | «Где-то» (альбом Fike & Jambazi) |
| 2013 | «Далеко» (feat. Найк Борзов)           | Кирило Кара-Банчук               | «Нечётный воин-3»                |
| 2013 | «Лай, собака!»                         | Nico Soulis, Kosta Stamoulis     | «Лай, @!»                        |
| 2014 | «Повесь меня»                          | Валерія Гай Германіка            | «Лай, @!»                        |
| 2015 | «Добрая песня» (feat.Глеб Самойлов)    | Дмитро Звягін                    | «Лай, @!» (deluxe edition)       |
| 2015 | «Идеальная погода, чтобы идти к черту» | Лінда                            | «Карандаши и Спички»             |
| 2015 | «Болеют все»                           | Лінда та Погода Санкт-Петербурга | «Карандаши и Спички»             |
| 2017 | «Неформат»                             | нет информации                   | Концерт у Vegas City Hall        |
| 2019 | «Трещины»                              | Олександр Костигін               | «ДНК Мира»                       |
| 2019 | «Положи меня рядом»                    | Катя Кобзарь                     | «ДНК Мира»                       |
| 2020 | «Ты нравишься мне»                     | Олександр Костигін               | «ДНК Мира»                       |
| 2023 | «Киты-кошки»                           | Олександр Костигін               | «ДНК Мира»                       |